# Góry Długie

Góry Długie

Góry Długie (ang. i afr. Langeberg) – pasmo górskie w Prowincji Przylądkowej Zachodniej w Południowej Afryce. Rozciąga się w kierunku wschód-zachód na odcinku 170 km. Jego zachodni kraniec leży 35 km na zachód od Swellendam, a wschodni 30 km na północny wschód od Riversdale. Na północny pasmo ograniczone jest rozległymi obszarami Karru Małego, na południu żyznym terenem regionu Overberg. Najwyższym szczytem pasma jest Misty Point o wysokości 1710 m n.p.m.